# Amtsgericht Bordesholm

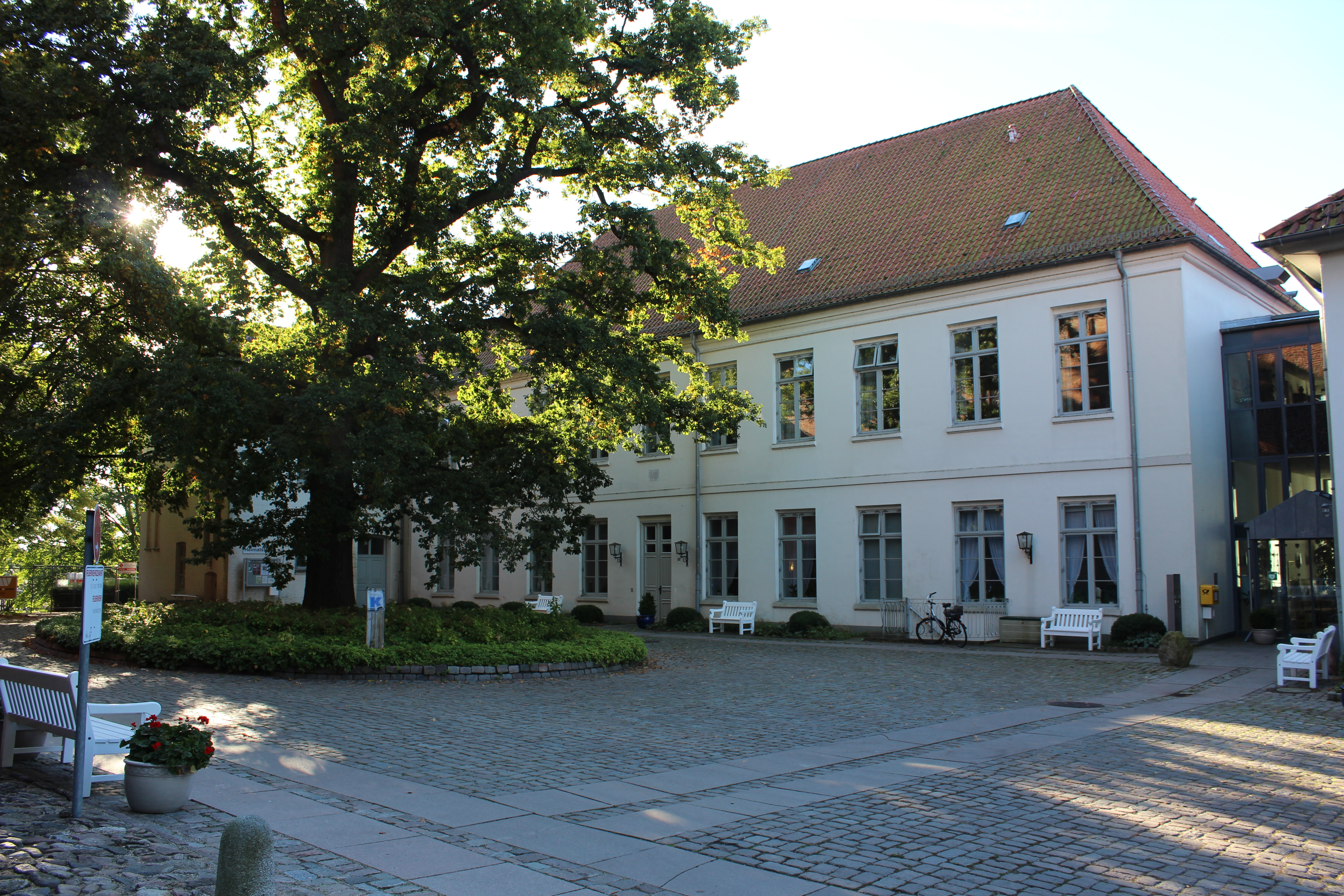
Amtshaus

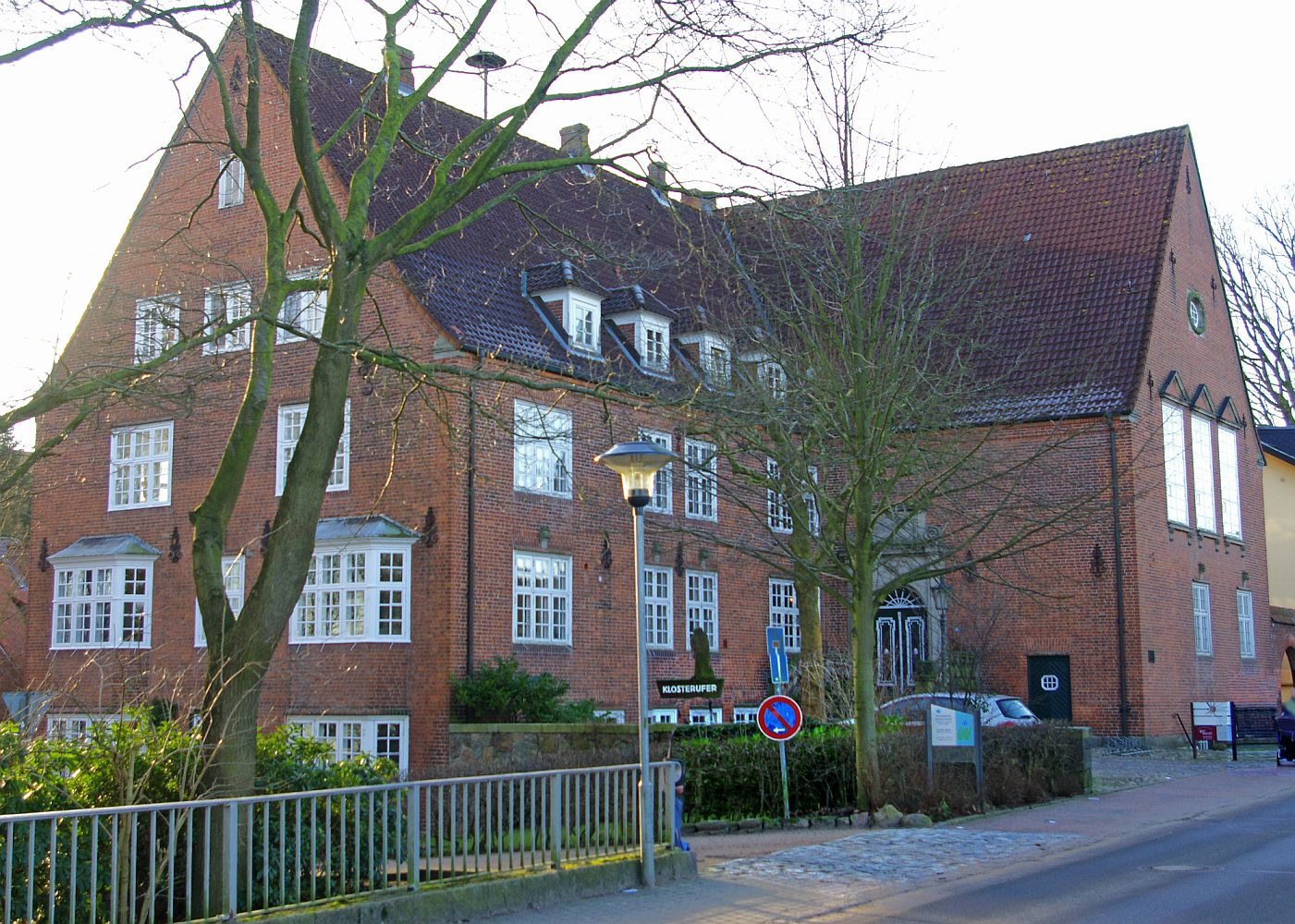
Altes Kreishaus

Das Amtsgericht Bordesholm war ein deutsches Amtsgericht mit Sitz in Bordesholm.

## Geschichte
Im Herzogtum Holstein war die Trennung der Rechtsprechung von der Verwaltung nicht umgesetzt. Das Amt Bordesholm war daher Verwaltungsbehörde und Eingangsgericht.
Mit der Annexion Schleswig-Holsteins wurden 1867 in der nunmehr preußischen Provinz fünf Kreisgerichte und das übergeordnete Appellationsgericht Kiel eingerichtet. Als Eingangsgerichte wurden Amtsgerichte geschaffen, darunter das Amtsgericht Bordesholm als eines von 16 Amtsgerichten des Kreisgerichts Kiel. Den Gerichtssprengel bildete das Amt Bordesholm (ohne Sachsenbande), der Hof Ovendorf, das Gut Bothkamp sowie die Güter Blockshagen, Annenhof und Schierensee.
Mit dem Inkrafttreten des deutschen Gerichtsverfassungsgesetzes am 1. Oktober 1879 wurden reichsweit einheitlich Amts-, Land- und Oberlandesgerichte geschaffen. Das Amtsgericht Bordesholm blieb bestehen und war nun dem Landgericht Kiel nachgeordnet.
Sein Gerichtsbezirk umfasste daraufhin aus dem Kreis Kiel die Gemeindebezirke Bissee, Blumenthal, Bordesholm, Böhnhusen, Brügge, Dätgen, Eiderstede, Einfeld, Fiefharrie, Grevenkrug, Großbuchwald, Großflintbek, Großharrie, Hoffeld, Kleinflintbek, Kleinharrie, Loop, Mielkendorf, Molfsee, Mühbrook, Negenharrie, Reesdorf, Rumohr, Rumohrhütten, Schierensee, Schmalstede, Schönbek, Schönhorst, Sören, Sprenge, Techelsdorf, Voorde und Wattenbek sowie die Gutsbezirke Blockshagen, Bordesholm (Forstgutsbezirk), Bothkamp und Ovendorf. Am Gericht bestand 1880 eine Richterstelle. Das Amtsgericht war damit ein kleines Amtsgericht im Landgerichtsbezirk. Im Jahre 1975 wurde das Amtsgericht Bordesholm aufgehoben, und das Amtsgericht Rendsburg übernahm überwiegend seine Aufgaben.

## Amtsgerichtsgebäude
Das Amtsgericht war zunächst im Amtshaus (Lindenplatz 11) untergebracht. 1932 wurde der Kreis Bordesholm aufgehoben und das Amtsgericht zog in das Kreishaus um, wo es bis zu der Auflösung der Gerichtes blieb. Beide Gebäude stehen unter Denkmalschutz.